# Fear Street Parte 3: 1666
Fear Street Parte 3: 1666 è un film del 2021 diretto da Leigh Janiak, terzo capitolo dell'omonima serie.
Terzo ed ultimo capitolo della trilogia originale di produzione statunitense, Fear Street, dopo Parte 1: 1994 e Parte 2: 1978. Un quarto capitolo, Fear Street: Prom Queen, è uscito nel 2025.
Il film è basato sull'omonima serie di libri di R. L. Stine.

## Trama
Dopo aver riunito la mano mozzata di Sarah Fier con il resto del suo cadavere, Deena ha una visione che mostra gli eventi del 1666 dal punto di vista della stessa Sarah Fier. La donna vive con suo padre George e suo fratello Henry a Union, l'insediamento originale prima che fosse diviso in Sunnyvale e Shadyside. La comunità è composta dal pastore Cyrus Miller, sua figlia Hannah, Abigail e sua sorella Constance, Mad Thomas, Caleb, i suoi amici Lizzie, Issac e Solomon Goode, e il fratello di Solomon, Elijah. Nella visione, Deena diventa Sarah e tutti i personaggi degli altri due film "interpretano" un personaggio che ha vissuto nel 1666 o, in alcuni casi, i loro antenati. Sarah non è ben vista dal villaggio: orfana di madre, vive col padre e il fratello, svolgendo lavori da maschio. Le uniche persone a non vederla di cattivo occhio sono il fratello, gli amici, Hannah con cui ha una relazione segreta, e Solomon Goode, un colono a cui sono morti la moglie e il figlio che cerca di creare una fattoria nel bosco.
Una notte, Sarah, l'amica Lizzie e Hannah, mentre si recano a una festa nel bosco a cui partecipano tutti i giovani del villaggio, entrano nella casa di una vedova allontanata dal villaggio, dedita all'occulto e che aveva passato del tempo con popolazioni native del luogo. Mentre cercano delle bacche con effetti stupefacenti, Sarah legge un libro di stregoneria in cui sono elencati vari nomi del diavolo. La vedova la sorprende e, minacciandola con un coltello, la ammonisce di stare molto attenta a invocare il diavolo, soprattutto in quella notte, in cui il velo che separa il mondo terreno da quello degli spiriti è sottile.
Il giorno seguente il pastore Miller, inizia a mostrare segni demoniaci e tutta la città inizia ad essere infestata da una presenza maligna. Nello stesso giorno, il pastore rinchiude svariati bambini nella chiesa e li uccide cavando loro gli occhi. Un'assemblea degli uomini discute la situazione e la folla dà la colpa a Hannah e Sarah, basandosi sul racconto inventato di Caleb, umiliato da loro alla festa, e da Mad Thomas, che le ha viste baciarsi nel bosco.
Hannah è subito catturata dai cittadini, mentre Sarah riesce a scappare. Torna successivamente nella sala della riunione, dove trova Hannah incatenata e con vari lividi sul corpo. Sapendo di non potersi salvare con le proprie forze, Sarah decide di diventare davvero una strega per poter salvare la ragazza a cui dichiara il suo amore prima di tornare dalla vedova. Cerca nella casa della vedova il libro che aveva letto, ma non lo trova, scoprendo però il cadavere della donna. Sarah, capendo che qualcuno ha stretto un patto col diavolo, corre da Solomon, l'unico amico che le è rimasto, a cui spiega la situazione, rivelandogli di essere omosessuale e dicendogli del libro e del cadavere della vedova. Solomon le crede e, quando arrivano i paesani a cercarla per impiccarla, la fa nascondere nella sua stanza.
Proprio sotto la stanza, Sarah scopre un sotterraneo col marchio del diavolo, e capisce che è stato Solomon a stringere il patto col diavolo, un patto che avrebbe garantito a lui e la sua stirpe abbondanza in cambio di vittime. Solomon cerca di uccidere Sarah, dopo che la ragazza ha rifiutato l'offerta di godere con lui del patto fatto col diavolo. Nella colluttazione, Sarah perde una mano e, alla fine, viene catturata. I cittadini portano Sarah ed Hannah all'albero delle impiccagioni e, per salvare la sua amata, Sarah si assume le colpe, mentendo di essere una strega e di aver ipnotizzato Hannah. Viene quindi impiccata, giurando vendetta contro Solomon. Dopo l'impiccagione, Sarah viene sepolta sotto l'albero dai cittadini, ma i suoi amici la dissotterrano e la seppelliscono con rispetto nel bosco.
Deena, tornata nel presente, capisce che in realtà il cattivo è lo sceriffo Nick Goode, discendente di Solomon. La famiglia Goode ha infatti portato avanti, di generazione in generazione, il patto siglato da Solomon, fornendo ogni qualche anno il nome di una vittima sacrificabile al diavolo, che la spingeva a commettere crimini atroci. Tuttavia, Sarah, in qualche modo cercava di aiutare a far vedere la verità quando del sangue bagnava le sue ossa, spingendo il cuore oscuro dei Goode ad evocare i killer per far tacere la verità. 
Deena e il fratello vengono inseguiti da Nick e riescono a seminarlo rubando l'auto della polizia. Tornano a casa di Ziggy Berman e le spiegano tutta la verità. Lei però ha già chiamato lo sceriffo perché pensava che lui potesse essere d'aiuto. Dopo aver reclutato Martin, un inserviente del supermercato che è stato incastrato da Nick come capro espiatorio, il gruppo mette su un piano per fermare i killer, uccidere Nick e fermare la maledizione una volta per tutte.
Dopo aver intrappolato i killer, Nick viene attirato nel supermercato e bagnato con il sangue di Deena, poi liberano i killer, ma lo sceriffo sporca con il sangue Ziggy, distraendo i killer e tenta la fuga nei sotterranei. Deena lo insegue, mentre gli altri distraggono i killer bagnandoli con il sangue e mettendoli momentaneamente l'uno contro l'altro. Sam, però, liberatasi, si mette a inseguire Deena, ma grazie al loro amore, riesce a rinsavire abbastanza da non ucciderla.
Deena rintraccia Nick nel luogo dove riposa il cuore oscuro e, con l'aiuto di Sam, lo spinge sopra e lo uccidono. I killer spariscono, il cuore fa lo stesso e, una volta riemerse nella casa dello sceriffo a Sunnyside, scoprono che ormai la città non è più protetta dalla maledizione, ufficialmente sciolta. Shadyside diventa una cittadina tranquilla, senza più killer in giro, le azioni di Nick Goode sono state messe alla luce e il nome di Sarah Fier è stato ripulito.
Durante i titoli di coda si vede il tempio del male, dove è rimasto il libro dell'occulto, che viene prelevato da una misteriosa persona.

## Produzione
Il 9 ottobre 2015, TheWrap ha riferito che un film basato sulla serie Fear Street di Stine era stato sviluppato dalla 20th Century Studios (allora conosciuta come 20th Century Fox prima della sua acquisizione da parte della Disney) e dalla Chernin Entertainment. Il 13 febbraio 2017, The Tracking Board ha riferito che Kyle Killen avrebbe scritto la sceneggiatura del film. Janiak avrebbe diretto il film, riscrivendo la sceneggiatura con il suo partner Phil Graziadei. Il film sarebbe il primo ad essere distribuito come parte di una trilogia di film ambientati in diversi periodi di tempo, girati uno dopo l'altro, con l'intenzione di far uscire i film a un mese di distanza.
Le riprese del primo film cominciarono nel marzo 2019 ad Atlanta ed East Point, in Georgia. La produzione si è svolta anche all'Hard Labor Creek State Park a Rutledge nell'agosto 2019. Le riprese sono terminate a settembre 2019.

## Distribuzione
Il primo film della trilogia doveva essere distribuito nelle sale a giugno 2020, ma è stato ritirato dalla programmazione a causa della pandemia di COVID-19. Nell'aprile 2020, Chernin Entertainment ha concluso il suo accordo di distribuzione con 20th Century Studios e ha stretto un accordo pluriennale con Netflix.
Ad agosto 2020, Netflix ha acquisito i diritti di distribuzione della Fear Street Trilogy con una strategia di data di uscita a metà 2021 per tutti e tre i film.
I primi due film sono stati rilasciati rispettivamente il 2 e il 9 luglio, mentre il terzo film il 16 luglio 2021.

## Accoglienza
Sul sito web aggregatore di recensioni Rotten Tomatoes, il film detiene un indice di gradimento del 92% basato su 38 recensioni, con una valutazione media di 7,3/10. Il consenso della critica del sito web afferma: "Fear Street Parte 3: 1666 rimanda la serie slasher indietro nel tempo per una puntata conclusiva della trilogia che chiude le cose con un'alta nota urlante
." Secondo Metacritic, che ha assegnato un punteggio medio ponderato di 67 su 100 sulla base di 14 critici, il film ha ricevuto "recensioni generalmente favorevoli."